# كونا لينز
كونا لينز هو مركزًا للبولينج في كوستا ميسا ، كاليفورنيا، تم افتتاحه في عام 1958 وأغلق في عام 2003 بعد 45 عامًا من العمل. اشتهر بتصميمها المستقبلي، وتضم 40 ممرًا للبولينج بأرضية خشبية وغرفة ألعاب وصالة ومقهى أصبح في النهاية مطعمًا مكسيكيًا. تم بناءه أثناء ظهور العمارة في جووجي، امتد تصميم تيكي البولينيزي المستوحى من لافتة كبيرة على جانب الطريق إلى أضواء النيون الخاصة بالمبنى وخطوط السقف المبالغ فيها.
عندما تم هدم كونا لينز في عام 2003، كانت واحدة من آخر الأمثلة المتبقية لأسلوب جووجي في المنطقة؛ تم تدمير مركزها الشقيق، جافا لينزفي لونج بيتش، في عام 2004. تم بيع الكثير من معدات كونا قبل الهدم؛ تم حفظ العلامة المميزة وإرسالها إلى سينسيناتي، حيث يتم عرض جزء منها بشكل دائم في متحف متحف التوقيع الأمريكي.

## تاريخ

### السنوات الأولى

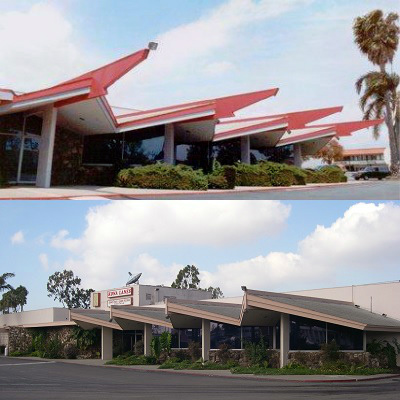
كونا لينز (سكوت مارتيل ، لوس أنجلوس تايمز)

تم افتتاح كونا لينز في عام 1958، ويضم اللافتات المستوحاة من طراز تيكي والهندسة المعمارية التي أصبحت شائعة بعد الحرب العالمية الثانية، بما في ذلك ما أطلقت عليه صحيفة Los Angeles Times اسم «أضواء النيون المتوهجة وخطوط السقف الفخمة التي تهدف إلى جذب سائقي السيارات».

### فهرس
- Chattel, Inc. (24 يونيو 2013). 234 Pico Boulevard Historic Resource Assessment (PDF). سانتا مونيكا. مؤرشف من الأصل (PDF) في 2016-03-03. اطلع عليه بتاريخ 2014-10-11.
- Costa Mesa Historical Society (2016). Costa Mesa: 1940–2003. Arcadia Publishing. ISBN:978-1-4671-1576-6.
- Grasso، John؛ Hartman، Eric R. (2014). Historical Dictionary of Bowling. رومان آند ليتل فيلد  [لغات أخرى]‏. ISBN:978-0-8108-8022-1.{{استشهاد بكتاب}}:  صيانة الاستشهاد: علامات ترقيم زائدة (link)
- Engineering News Record. ماكجرو هيل التعليم. ج. 163. 1959. ص. 126.
- Horvitz، Peter S. (2002). The Big Book of Jewish Sports Heroes: An Illustrated Compendium of Sports History and the 150 Greatest Jewish Sports Stars. S.P.I. Books, Inc. ISBN:1-56171-907-2.
- Hurley، Andrew (2002). Diners, Bowling Alleys and Trailer Parks: Chasing the American Dream in Postwar Consumer Culture. بيزيك بوكس  [لغات أخرى]‏. ISBN:978-0-465-03187-0.{{استشهاد بكتاب}}:  صيانة الاستشهاد: علامات ترقيم زائدة (link)
- Kirsten، Sven A. (2000). The Book of Tiki. Taschen. ISBN:978-3-8228-6417-3.
- Teitelbaum، James (2007). Tiki Road Trip: A Guide to Tiki Culture in North America (ط. 2nd). Santa Monica Press. ISBN:978-1-59580-019-0.
- United States Bowling Congress (2013). Women's Championships Program Yearbook 2013 (PDF). مؤرشف من الأصل (PDF) في 2016-03-04. اطلع عليه بتاريخ 2014-10-11 – عبر Internap.